# Ultracine
Ultracine es una consultora argentina de cine en línea, que realiza diariamente las estadísticas de asistencia en espectadores de varios países de América Latina, entre ellos Argentina, Uruguay, Chile, Perú, Bolivia y Paraguay. Además cuenta con una grilla de próximos estrenos, estadísticas de los cines más importantes de los países analizados y una sección de noticias del ámbito cinematográfico. Ofrece gracias a la conservación de la información adquirida diariamente de espectadores, gráficas de asistencia anual de tipo comparativa.

## Estadísticas de Ultracine
- Público semanal[1]
- Público anual[2]
- Recaudación semanal[3]
- Recaudación anual[4]

## Alianzas con otras compañías
La consultora de cine ha realizado un convenio con otras consultoras como Box Office Mojo e Internet Movie Database (IMDb), ambas líderes mundiales en sus apartados, con el fin de proporcionar a las webs antes mencionadas información sobre las taquillas de los seis países que opera Ultracine. "La alianza(...) le incorpora confiabilidad y sistematización a las cifras publicadas en el exterior sobre el mercado argentino y consolida su visualización en un contexto global", declara Daniel Marón, Presidente de Ultracine.

## Caída de la página web
El miércoles 15 de marzo de 2017 a las 4:00 de la mañana, el portal sufrió una caída producto de un sabotaje interno. Según un comunicado de la empresa, se perdieron todos los datos históricos de la compañía. Las pérdidas incluyeron los contenidos web publicados en el sitio, los sistemas de procesamiento de información y la base de datos histórica de taquilla de Argentina desde 1997 y del resto de los países desde el inicio de operaciones (Paraguay, Chile, Bolivia, Uruguay y Perú).
Finalmente se recurrió a una copia de seguridad ubicada en antiguos servidores para recuperar los datos desde 1997 hasta octubre de 2016.